# Diecezja Santo André
Diecezja Santo André (łac. Dioecesis Sancti Andreae in Brasilia) – diecezja Kościoła rzymskokatolickiego w Brazylii. Należy do metropolii São Paulo wchodzi w skład regionu kościelnego Sul 1. Została erygowana przez papieża Piusa XII bullą Archidioecesis Sancti Pauli w dniu 18 lipca 1954.